# Castelvetrano
Castelvetrano es una localidad italiana de la provincia de Trapani, región de Sicilia, con 30.516 habitantes, famosa porque en ella nació el filósofo italiano Giovanni Gentile. 

Ubicación de la ciudad de Castelvetrano dentro de la provincia de Trapani.

## Evolución demográfica
| Gráfica de evolución demográfica de Castelvetrano entre 1861 y 2001 |
|                                                                     |
| Fuente ISTAT - Elaboración gráfica por parte de Wikipedia           |